# 薩瑟蘭站
薩瑟蘭站（英語：Sutherland station）是一個城市鐵路東郊及伊拉瓦拉線的沿線車站，位於悉尼南面的薩瑟蘭。薩瑟蘭站亦都是南海岸線的停車點，伊拉瓦拉線和克羅努拉線的接合點。

## 月台服務

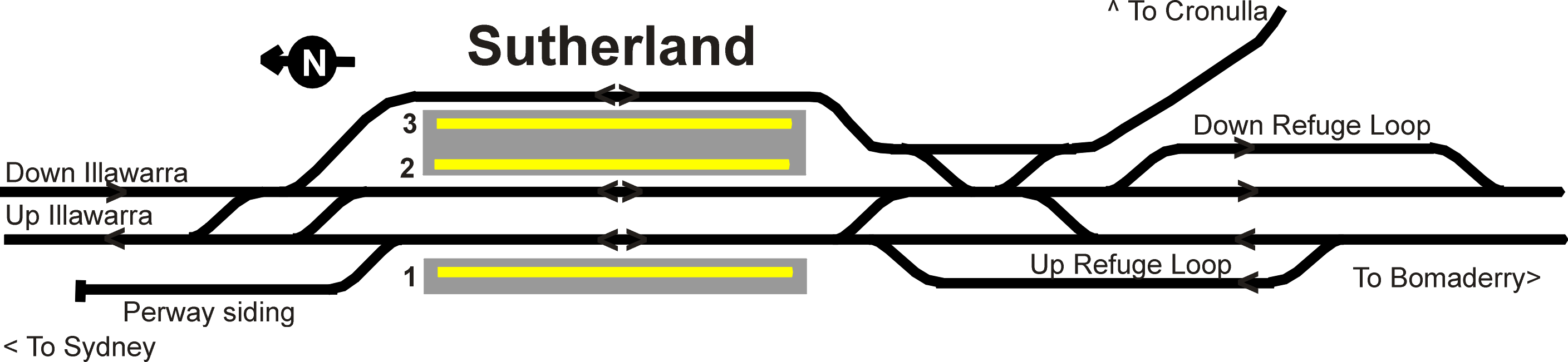
薩瑟蘭站路軌圖。

該站星期一至五的繁忙時間每小時有4 - 6班列車；週未則有每小時4班列車（一半來往瀑布，一半來往克羅努拉），繁忙時間會有更多列車到達。有時列車會以此作為終站，即使這偶然出現的（2004年前的時間表，週未會有2班列車以該站作為終站）。
1號月台
- 東郊及伊拉瓦拉線 — 往邦迪聯運。
- 南海岸線 — 往悉尼中央/邦迪聯運（只限繁忙時間）。

2號月台
- 東郊及伊拉瓦拉線 — 往瀑布。
- 南海岸線 — 往臥龍崗/奇龍巴港/奇亞瑪（往邦拜利請在此自行轉車）。

3號月台
- 東郊及伊拉瓦拉線 — 往克羅努拉。

## 傷殘人士設施
此站設有升降機及斜道來往大堂及月台，路面和大堂位於同一層，另外該站在開放時間內有職員辦工。

## 外部連結
1. ↑  Bureau of Transport Statistics.  (PDF). Transport NSW.   [12 July 2018]. （原始内容存档 (PDF)于2018-06-10）.
2. ↑  . City Rail.   [29 June 2009]. （原始内容存档于2013-06-06）.

| 往都會區 | 路線             | 往外城                                           |
| 真安莉   | 東郊及伊拉瓦拉線 | 總站或是 洛德（伊拉瓦拉線） 奇娃爾（克羅努拉線） |
| 好市圍   | 南海岸線         | 瀑布                                             |